# Illubabor (zone)
Pour les articles homonymes, voir Illubabor (homonymie).
Située dans l'ouest de l'Éthiopie, la zone Illubabor ou Ilu Aba Bora est l'une des zones administratives de la région Oromia. Avec 1 271 609 habitants en 2007, elle reprend la partie nord-est de l'ancienne province d'Illubabor. Son chef-lieu est Metu. Sa partie orientale se détache en 2016 pour former la zone Buno Bedele.

## Origine et nom
La zone reprend le nom de l'ancienne province d'Illubabor et le territoire autour de ses capitales administratives successives Gore et Metu.
Son nom, en oromo : Iluu Abbaa Booraa, peut s'écrire Illubabor[réf. souhaitée], Ilu Aba Bora ou Illu Aba Bora.

## Woredas
Au début des années 2000, la zone Illubabor compte treize woredas appelés
Ale,
Bedele,
Borecha,
Bure,
Chora,
Darimu,
Dedesa,
Dega,
Gechi,
Metu,
Nono,
Supena Sodo et
Yayu.
Elle atteint 24 woredas de 2007 à 2015, du fait de plusieurs subdivisions dans le même périmètre.
Elle perd ensuite du territoire du fait de la création de la zone Buno Bedele où sont transférés les woredas 
Bedele Town,
Bedele Zuria,
Borecha,
Chewaka,
Chora,
Dabo Hana,
Dega,
Dedesa,
Gechi et
Mako.
La zone Illubabor se réduit depuis à quatorze woredas :
- Ale ;
- Alge Sachi[7] ;
- Bicho[8] ;
- Bilo Nopha[8] ;
- Bure ;
- Darimu ;
- Didu[9] ;
- Doreni[10] ;
- Huka Halu[11] ;
- Hurumu[10] ;
- Metu Town ;
- Metu Zuria ;
- Nono ;
- Yayu.

## Géographie
Limitrophe des régions Gambela et Éthiopie du Sud-Ouest, la zone Illubabor est entourée dans la région Oromia par les zones Kelam Welega, Ouest Welega, Buno Bedele et Jimma.
Elle fait partie du bassin versant du Nil Blanc par le Baro.
Ses principaux cours d'eau sont :
- la rivière Birbir qui prend sa source près de Gimbi dans la zone Ouest Welega[13],[14] et sert de limite entre les zones Kelam Welega et Illubabor ;
- son affluent la rivière Gebe[15] ou Gabba[13], parfois considérée comme le cours supérieur du Baro[16], qui prend sa source dans le woreda Sayilem de la région Éthiopie du Sud-Ouest et passe dans la zone Jimma avant de traverser la zone Illubabor d'est en ouest au nord de Metu ;
- la rivière Sor qui prend également sa source dans le woreda Sayilem mais s'oriente rapidement vers le centre de la zone Illubabor et passe à proximité de Metu avant de rejoindre la rivière Gebe[17] ;
- la rivière Geba (en) qui prend également sa source dans le woreda Sayilem mais longe approximativement la limite sud de la zone Illubabor. Elle rejoint la rivière Birbir au tripoint Gambela-Illubabor-Kelam Welega vers 8° 15′ N, 34° 58′ E, leur confluence donnant naissance au Baro[18].

## Démographie
D'après le recensement national réalisé par l'Agence centrale de la statistique d'Éthiopie, la zone compte 1 271 609 habitants en 2007 et 10 % de la population est urbaine.
L'oromo est la langue maternelle pour 91 % des habitants de la zone, l'amharique pour 7 % et le tigrigna pour moins de 1 %. La moité des habitants de la zone (près de 51 %) sont musulmans, près de 27 % sont orthodoxes et près de 23 % sont protestants.
Toujours en 2007, la principale agglomération de la zone est Metu avec 28 782 habitants, suivie par Bedele avec 19 517 habitants et Gore avec 9 048 habitants. Kumbabe et Yayu dépassent 7 000 habitants à la même date.
| Woreda       | Population 2007 | Agglomérations en 2007, |
| ------------ | --------------- | ----------------------- |
| Ale          | 64 266          | Gore                    |
| Alge Sachi   | 76 611          | Algesachi, Suphe        |
| Bedele Town  | 19 517          | Bedele                  |
| Bedele Zuria | 77 687          | -                       |
| Bicho        | 24 947          | Becho                   |
| Bilo Nopha   | 28 810          | Nopa                    |
| Borecha      | 73 708          | Yanef                   |
| Bure         | 50 841          | Bure, Sibo              |
| Chewaka      | 56 106          | Ilu Harer               |
| Chora        | 100 506         | Kumbabe                 |
| Dabo Hana    | 41 285          | Kone                    |
| Darimu       | 145 070         | Dupa                    |
| Dedesa       | 84 929          | Dembe                   |
| Dega         | 39 466          | Dega                    |
| Didu         | 32 639          | Lalo                    |
| Doreni       | 36 705          | -                       |
| Gechi        | 70 478          | Gechi                   |
| Huka Halu    | 16 881          | Huka                    |
| Hurumu       | 42 667          | Hurumu                  |
| Mako         | 22 001          | -                       |
| Metu Town    | 28 782          | Metu                    |
| Metu Zuria   | 61 954          | -                       |
| Nono         | 22 902          | Berbersa                |
| Yayu         | 52 851          | Yayu                    |

En 2022, la population de la zone Illubabor est estimée à 1 861 919 personnes avec une densité de population de 123 personnes par km2 et 15 135 km2 de superficie sur le périmètre des 24 woredas de 2007 comprenant la future zone Buno Bedele.